# Germantown (Kentucky)
Pour les articles homonymes, voir Germantown.
La ville de Germantown est située dans les comtés de Bracken et Mason, dans l’État du Kentucky, aux États-Unis. Sa population s’élevait à 154 habitants lors du recensement de 2010, estimée à 153 habitants en 2016.

## Source
- (en) Cet article est partiellement ou en totalité issu de l’article de Wikipédia en anglais intitulé « Germantown, Kentucky » (voir la liste des auteurs).